# Мальорка (футбольний клуб)
«Мальорка» (ісп. Mallorca) — іспанський футбольний клуб із Пальми (Балеарські острови), заснований 5 березня 1916 року. Виступає в Ла-Лізі.

## Досягнення
Ла-Ліга:
- Бронзовий призер (2): 1999, 2001

Кубок Іспанії:
- Володар (1): 2003
- Фіналіст (3): 1991, 1998, 2024

Суперкубок Іспанії:
- Володар (1) 1998
- Фіналіст (1): 2003

Сегунда Дивізіон
- Чемпіон (2): 1959-60, 1964-65

Кубок володарів кубків:
- Фіналіст (1) 1998/99

Кубок УЄФА:
- Чвертьфіналіст (1) 1999/00

## Відомі гравці
- Самюель Ето'о (2000–2004)